# 2011年全港運動會乒乓球比賽
第三屆全港運動會乒乓球比賽（英語：The 3rd Hong Kong Games Table Tennis Competition），是2011年全港運動會其中一個運動比賽項目。比賽將於4月23日至5月29日分別於6個體育館內舉行。

## 組別
- 本賽事設男子單打、女子單打、男子雙打、女子雙打、混合雙打及混合團體。[1]

## 年齡限制
- 參賽運動員年齡不限。 [1]

## 賽制

### 個人項目
- 每分區每項單打項目可提名2人，
- 每分區每項雙打項目可提名2隊(每隊2人)。 [1]

### 團體項目
- 每分區可提名1隊(每隊最多可提名男運動員8人及女運動員4人，最少為男運動員5人及女運動員2人)。每分區最多可提名28人。[1]

## 比賽日期及場地
- 個人項目將於2011年4月24日至5月19日於大角咀體育館舉行
- 隊際項目將於以下地點舉行：
  - 港島區分組初賽將於2011年5月11日至5月25日於駱克道體育館舉行。
  - 九龍區分組初賽將於2011年4月20日至5月4日於界限街體育館舉行。
  - 新界東區分組初賽將於2011年5月2日於太和體育館舉行。
  - 新界西區分組初賽將於2011年4月23日至5月5日於荃景圍體育館舉行。
  - 八強賽至決賽將於2011年5月29日於港灣道體育館舉行。

| 照片 | 場地         | 位置   | 賽事階段                 |
| ---- | ------------ | ------ | ------------------------ |
|      | 大角咀體育館 | 大角咀 | 所有個人項目賽事         |
|      | 駱克道體育館 | 灣仔   | 隊際項目港島區分組初賽   |
|      | 界限街體育館 | 旺角   | 隊際項目九龍區分組初賽   |
|      | 太和體育館   | 大埔   | 隊際項目新界東區分組初賽 |
|      | 荃景圍體育館 | 荃灣   | 隊際項目新界西區分組初賽 |
|      | 港灣道體育館 | 灣仔   | 隊際項目八強賽至決賽     |

## 各項成績
| 項目     | 金牌                              | 银牌                                  | 铜牌                                  |
| 男子單打 | 朱曉宇（油尖旺區）                | 鄧凱仁（葵青區）                      | 潘尚熙（沙田區）                      |
| 女子單打 | 蔡麗妍（觀塘區）                  | 盧樂兒（沙田區）                      | 吳敏寧（九龍城區）                    |
| 男子雙打 | 李逸軒（南區） 蔡鎮滔（南區）     | 吳卓軒（中西區） 盧潤森（中西區）     | 李俊健（中西區） 李雋彥（中西區）     |
| 女子雙打 | 林美琪（葵青區） 馮綠茵（葵青區） | 蔡延穎（中西區） 王媄欣（中西區）     | 許諾敏（元朗區） 凌方紅（元朗區）     |
| 混合雙打 | 徐雪瑩（元朗區） 蕭穎霖（元朗區） | 麥瀚升（九龍城區） 蘇慧軒（九龍城區） | 賀方正（深水埗區） 沈芷彤（深水埗區） |
| 混合團體 | 沙田區                            | 南區                                  | 中西區                                |

## 外部連結
- 第三屆全港運動會官方網頁（中文）